# Three Lakes Valley
Three Lakes Valley är en dal i Antarktis. Den ligger i Sydorkneyöarna. Argentina och Storbritannien gör anspråk på området. Three Lakes Valley ligger på ön Signy. Den ligger vid sjöarna  Wallows Heywood Lake och Knob Lake.